# Українська астрономічна асоціація
Українська астрономічна асоціація (УАА) — українська неприбуткова громадська організація, громадське об'єднання астрономів України.

## Опис
УАА є неприбутковою всеукраїнською громадською самоврядною добровільною організацією, яка на основі спільності інтересів об'єднує громадян України, чия діяльність пов'язана з астрономічними дослідженнями, в тому числі космічними засобами, та з дослідженнями з інших напрямків науки, що за своєю суттю близькі до астрономії (магнітосферно-іоносферні дослідження, астрономічне та космічне приладобудування, сонячно-земні зв'язки тощо).

### Мета
- сприяння розвитку астрономії в Україні;
- розвиток міжнародного співробітництва в інтересах астрономії;
- піднесення ролі і престижу української науки;
- сприяння забезпеченю наукових та освітніх потреб українського народу, підготовки наукових кадрів;
- захист інтелектуальної власності, авторських і соціальних прав учасників УАА.

## Історія
УАА засновано 24 січня 1991 у місті Київ.
У 1992 році УАА прийнято до Європейського астрономічного товариства, а з 1993 р. вона діє як Український національний комітет Міжнародної Астрономічної Спілки.
Офіційним друкованим органом УАА є Інформаційний бюлетень УАА.
У 2019, УАА була національним представником міжнародного проекту «IAU100 NameExoWorlds», та куратором з прийому і обробки заявок учасників в Україні.
24 березня 2021, УАА надіслала листа зі зверненням до Міністра освіти і науки України Сергія Шкарлета з приводу умов проведення конкурсів з відбору наукових проектів, змінених по завершенню прийому заявок, та з приводу скорочення фінансування наукових установ, зокрема університетських обсерваторій. Лист також був опублікований у на сторінці УАА у Facebook та на сайті Ініціативної групи «Першого грудня», а також копії листа були надіслані ректорам українських університетів, які мають у своєму складі астрономічні обсерваторії.
Станом на квітень 2022, офіційний сайт УАА перенаправляв на сайт ГАО НАНУ.
25 жовтня 2024, під час відкриття чергового сезону «Астроосінь у Голосієві» у ГАО НАНУ, відбулося засідання Ради УАА, під час якої обгорювався стан астрономічних наукових досліджень в умовах воєнного стану, який введений в дію в Україні у зв'язку з Російсько-українською війною. Того ж дня, Ярослав Яцків, директор УАА, разом з і іншими членами Ініціативної групи «Першого грудня» опублікував відкритого листа «Потрібен План перемоги України в Україні» зі зверненням до Президента України Володимира Зеленського.

## Програми
- «За астрономічну культуру в Україні!» (безстрокова національна програма)[11]

## Осередки УАА
Осередки УАА діють у Києві й області, Одесі, Криму, Харкові, Львові, Миколаєві, Луганську, Дніпрі, Полтаві, Івано-Франківську, Житомирі, Черкасах, Херсоні, Чернігові та на Закарпатті.
Базовою організацією УАА є Астрономічна обсерваторія Київського національного університету імені Тараса Шевченка, яка забезпечує поточну та фінансово-господарську роботу УАА.

### Засновники УАА
- Головна астрономічна обсерваторія НАН України (м. Київ),
- Радіоастрономічний інститут НАН України (м. Харків)[12],
- Астрономічна обсерваторія Київського національного університету імені Тараса Шевченка (м. Київ).

### Колективні члени
- Головна астрономічна обсерваторія НАН України;
- НДІ «Кримська астрофізична обсерваторія» Міністерства освіти і науки України;
- Астрономічна обсерваторія Львівського університету;
- НДІ «Астрономічна обсерваторія» Одеського національного університету імені І. І. Мечникова;
- НДІ астрономії Харківського національного університету ім. В. Н. Каразіна;
- НДІ «Миколаївська астрономічна обсерваторія» Міністерства освіти і науки України;
- Міжнародний центр астрономічних та медико-екологічних досліджень;
- Радіоастрономічний інститут НАН України;
- Астрономічна обсерваторія Київського національного університету імені Тараса Шевченка;
- Навчально-науковий комплекс "Астрономічна обсерваторія імені Н. Д. Каліненкова" Миколаївського національного університету імені В. О. Сухомлинського;
- Лабораторія космічних досліджень в складі Проблемної НДЛ фізичної електроніки Ужгородського національного університету;
- Кафедра основ радіотехніки Харківського національного університету радіоелектроніки;
- Кафедра вищої геодезії та астрономії Національного університету «Львівська політехніка»;
- Астрономічний науково-дослідний центр Чернігівського державного педагогічного університету ім. Т. Г. Шевченка.
- Кафедра "Математика, фізика та астрономія" Одеського національного морського університету [Архівовано 12 серпня 2021 у Wayback Machine.]

### Асоційовані члени
- Полтавська гравіметрична обсерваторія Інституту геофізики НАН України імені С.І.Суботіна
- Державний міжвузівський центр лазерно-локаційних спостережень штучних супутників Землі «Оріон»
- Андрушівська народна обсерваторія
- Одеське астрономічне товариство
- Українське товариство гравітації, релятивістської астрофізики та космології
- Київський республіканський планетарій
- Кафедра фізики та астрономії Вінницького педагогічного університету ім. М. Коцюбинського